# Artur Barciś
Artur Barciś (IPA: [ˈartur ˈbarʲʨ̑ĩɕ]) (Kokawa, 12 agosto 1956) è un attore polacco, noto soprattutto per aver interpretato il ruolo del "testimone silenzioso" nel Decalogo del regista Krzysztof Kieślowski.

## Filmografia parziale
- L'uomo di ferro, regia di Andrzej Wajda, 1981
- Senza fine, regia di Krzysztof Kieślowski, 1985
- Decalogo 1, regia di Krzysztof Kieślowski, 1989
- Decalogo 2, regia di Krzysztof Kieślowski, 1990
- Decalogo 3, regia di Krzysztof Kieślowski, 1990
- Decalogo 4, regia di Krzysztof Kieślowski, 1990
- Decalogo 5, regia di Krzysztof Kieślowski, 1990
- Decalogo 6, regia di Krzysztof Kieślowski, 1990
- Decalogo 7, regia di Krzysztof Kieślowski, 1990
- Decalogo 8, regia di Krzysztof Kieślowski, 1990
- Decalogo 9, regia di Krzysztof Kieślowski, 1990
- Europa Europa, regia di Agnieszka Holland, 1991
- Vita per vita, regia di Krzysztof Zanussi, 1991
- Storie d'amore (Historie miłosne), regia di Jerzy Stuhr, 1997